# مسابقات ژیمناستیک هنری مردان اروپا ۲۰۰۸
مسابقات ژیمناستیک هنری اروپا ۲۰۰۸ بیست و هشتمین دوره مسابقات ژیمناستیک هنری مردان اروپا است.
این مسابقات از ۸ تا ۱۱ مه ۲۰۰۸ در لوزان، سوییس در دو بخش بزرگسالان و جوانان برگزار شده است.

## جدول مدال‌های بزرگسالان
| رتبه | کشور      | طلا | نقره | برنز | مجموع |
| ۱    | روسیه     | ۲   | -    | ۱    | ۳     |
| ۲    | آلمان     | ۱   | ۱    | ۱    | ۳     |
| ۳    | اسلوونی   | ۱   | -    | ۱    | ۲     |
| ۴    | هلند      | ۱   | -    | -    | ۱     |
| ۴    | لهستان    | ۱   | -    | -    | ۱     |
| ۴    | مجارستان  | ۱   | -    | -    | ۱     |
| ۷    | رومانی    | -   | ۱    | ۲    | ۳     |
| ۸    | فرانسه    | -   | ۱    | ۱    | ۲     |
| ۸    | کرواسی    | -   | ۱    | ۱    | ۲     |
| ۱۰   | بلغارستان | -   | ۱    | -    | ۱     |
| ۱۰   | یونان     | -   | ۱    | -    | ۱     |
| ۱۰   | بلاروس    | -   | ۱    | -    | ۱     |
| ۱۳   | ترکیه     | -   | -    | ۱    | ۱     |